# Потер Стјуарт
Потер Стјуарт (енгл. Potter Stewart; Џексон, Мичиген, 23. јануар 1915 — Хановер, Њу Хемпшир, 7. децембар 1985) је био амерички правник који је служио као придружени судија Врховног суда Сједињених Америчких Држава. Именовао га је председник Двајт Д. Ајзенхауер 1958, након повлачења Харолда Хица Бартона.
Када је дошао у Суд, Стјуарт је био центриста, али се често није слагао са пресудама већине у Вореновом суду. Стјуарт је веровао да је већина у Вореновом суду тумачила одредбе првог амандмана (Енгел против Витала, Школска област Абингтон против Шемпа), петог амандмана (Миранда против Аризоне), и четрнаестог амандмана (Рејнолдс против Симса) на начин који је излазио из оквира оног што су желели састављачи Устава. У предмету Енгел против Витала, Стјуарт није пронашао никакав основ за укидање молитви које су прописивале школе, а у предмету Школска област Абингтон против Шемпа, одбио је да прогласи неуставном праксу читања Библије у јавним школама под покровитељством школа. У оба случаја, био је једини који је заступао овај став. Стјуарт је такође гласао против пресуде у предмету Грисволд против Конектиката, на основу тога што, иако му се закон Конектиката који је забрањивао коришћење контрацептивних средстава чинио „необично блесавим“, није могао да пронађе опште „право на приватност“ у четрнаестом амандману.
Пре именовања Ворена Е. Бергера за председника Суда, шпекулисало се да ће председник Ричард Никсон именовати Стјуарта на то место. Међутим, Стјуарт није желео да поново пролази кроз процес потврђивања у Сенату, нити је желео да преузме одговорности поверене председнику Суда. Сходно томе, приватно се састао са Никсоном и замолио да његово име буде уклоњено из разматрања.
У Бергеровом суду, Стјуарт је 1972. гласао за укидање закона који су прописивали смртну казну у предмету Фурман против Џорџије, али се четири године касније придружио већини у пресуди у предмету Грег против Џорџије, којом је потврђена уставност измењених закона и поново уведена смртна казна. Упркос томе што је гласао против пресуде у предмету Грисволд против Конектиката јер није могао наћи „право на приватност“ у Уставу, придружио се већини у предмету „Роу против Вејда“, у којем је признато право на абортус као право које је садржано у „праву на приватност“. Једини је гласао против пресуде у предмету Ин ре Голт, којом су и малолетници добили право да буду обавештени о правима укључујући и право на адвоката, која су одрасли добили у предметима Миранда против Аризоне и Гидеон против Вејнврајта.
Повукао се 18. јуна 1981, а Реган је на његово место именовао Сандру Деј О'Конор.
Потер Стјуарт је умро 7. децембра 1985, а сахрањен је на Националном гробљу Арлингтон.